# Pawęż (tarcza)

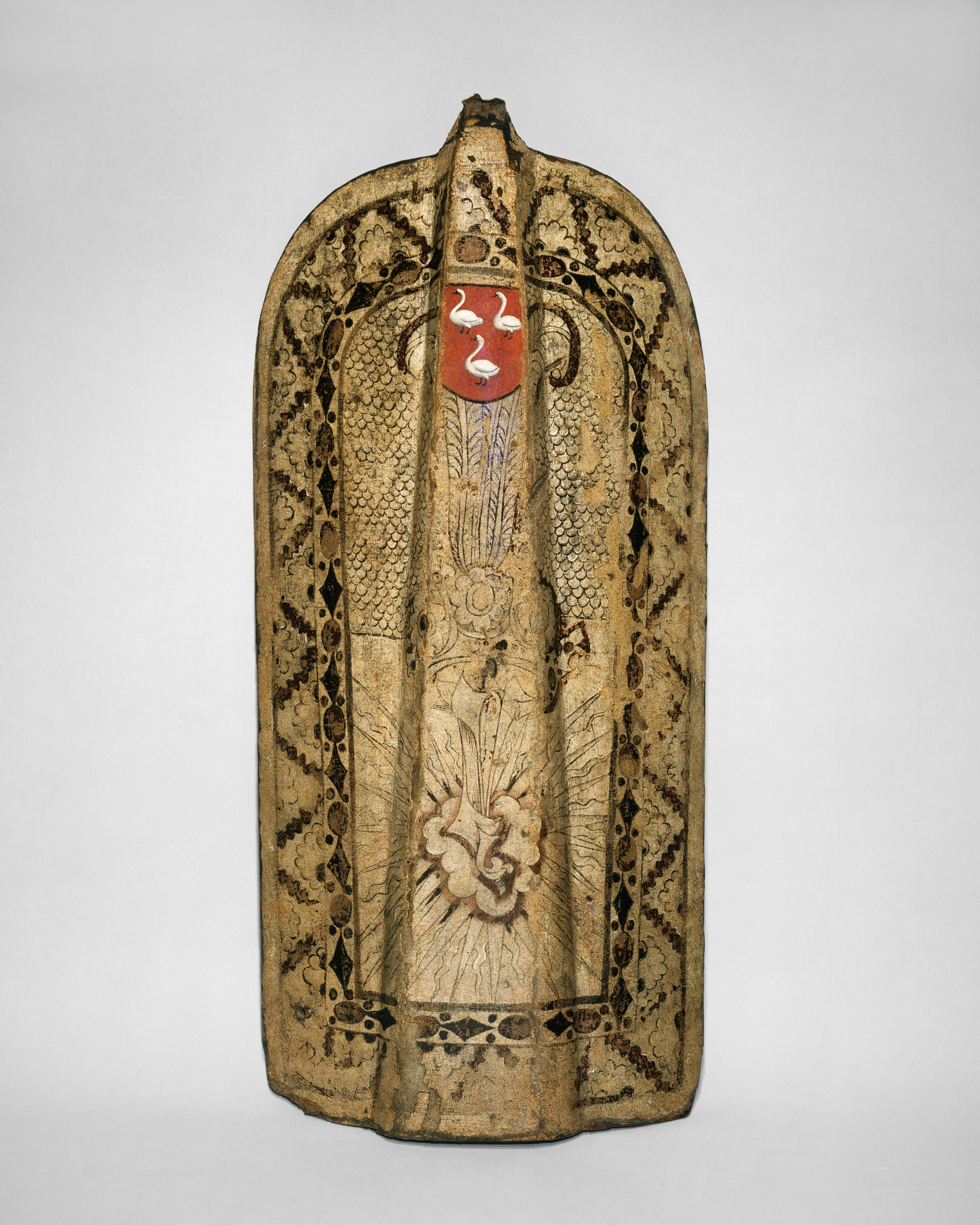
Pawęż z połowy XV wieku

Pawęż (pawęza) (z wł. pavese) – rodzaj wielkiej (do 1,9 m wys.), prostokątnej tarczy drewnianej, często bogato zdobionej malowidłami. Wprowadzona powszechnie do uzbrojenia ok. XIV wieku. Do XVI wieku była popularnym typem uzbrojenia piechoty.
Ciężka, wykonana z drewna obitego z wierzchu blachą lub skórą, z pionową wypukłością pośrodku, od wewnątrz na ogół miała pasy do przenoszenia, a pośrodku dość duży imacz (uchwyt) do chwytu oburęcznego. Jej dolna krawędź często zaopatrzona była w ostrogę (ostrogi) pozwalającą na unieruchomienie przez osadzenie w ziemi; dla dodatkowego podparcia stosowano też czasami drewniany wspornik. Pawęż niekiedy miała także w górnej części wycięcie (wizjer), ułatwiające użycie kuszy lub broni palnej. W mniejszej i lżejszej odmianie stosowanej dla jazdy miewała z kolei wycięcie ułatwiające użycie kopii.
Nazwa pochodzi od włoskiego miasta Pawia, gdzie tarcza miała pojawić się przywieziona przez najemnych rycerzy walczących w szeregach zakonu krzyżackiego. W Europie wschodniej pojawiła się w wieku XIII na terenach Mazowsza, Prus i Litwy jako tarcza jazdy, ale później częściej posługiwała się nią piechota; użyteczna była w szczególności przy oblężeniach, jako osłona kuszników, a następnie zbrojnych posługujących się prymitywną bronią palną – piszczelami i hakownicami. 
Kształt zbliżony do pawęży mają tarcze zabezpieczające policję podczas starć z demonstrantami.